# Erschallet, ihr Lieder, erklinget, ihr Saiten!
Erschallet, ihr Lieder, erklinget, ihr Saiten! (Résonnez, cantiques, sonnez, instruments à cordes !) (BWV 172) est une cantate religieuse de Johann Sebastian Bach écrite pour le dimanche de Pentecôte à Weimar et jouée pour la première fois dans la chapelle royale le 20 mai 1714 . Pour cette destination liturgique, trois autres cantates ont franchi le seuil de la postérité : les BWV 34, 59 et 74.

## Histoire et livret
A Weimar, Bach était l'organiste de la cour du prince Johann Ernst de Saxe-Weimar. Il fut promu maître de concert le 2 mars 1714, un honneur qui impliquait de diriger tous les mois une cantate dans la chapelle du château. Erschallet, ihr Lieder, erklinget, ihr Saiten! est la troisième de la série après Weinen, Klagen, Sorgen, Zagen, BWV 12.
La pièce a probablement été jouée à nouveau en 1717-1723 à Köthen puis, dans des versions remaniées, le 28 mai 1724 à Leipzig, le 13 mai 1731 à Leipzig et une dernière fois après 1731 à Leipzig.
Le texte des mouvements 1, 3, 4 et 5 serait de Salomon Franck encore qu'il n'apparaisse pas dans ses éditions imprimées, mais ses préférences stylistiques (telle que des textes de la Bible dans le récitatif du deuxième mouvement plutôt que dans le choral du premier mouvement, les arias se succédant sans récitatif intercalé et les dialogues sous forme de duo) sont ici toutes présentes. Le texte du récitatif provient de Jean 14:23: Wer mich liebet, der wird mein Wort halten. Le cinquième mouvement est un duo de l'âme (soprano) et de l'esprit (alto), souligné par une citation instrumentale du choral de Martin Luther Komm, Heiliger Geist, Herre Gott, basé sur Veni Creator Spiritus. Cette chanson d'un compositeur inconnu est datée du XIVe siècle et est peut-être liée à la mélodie du psaume Adesto, Sancte Spiritus de Marchetto di Padua autour de 1270. Elle a d'abord été imprimée sous la forme actuelle dans les « Geystliche Gesangk Buchleyn » publiés par Johann Walter à Wittenberg en 1524 avec plusieurs versets que Martin Luther avait écrits.
Le choral final est le quatrième verset du Wie schön leuchtet der Morgenstern de Philipp Nicolai.

## Structure et instrumentation
La cantate est écrite pour un orchestre joyeux de trois trompettes, timbales, deux violons, deux altos, violoncelle, hautbois (ou hautbois d'amour et orgue dans les versions ultérieures), basson et basse continue, quatre voix solistes (soprano, alto, ténor, basse) et chœur à quatre voix.
Les informations qui nous sont parvenues indiquent que la cantate a été jouée de nouveau à Leipzig en 1724 avec une instrumentation et une transposition de do majeur en ré majeur. Bach reprit l’œuvre en 1731, à nouveau en do majeur. Une représentation ultérieure prévoyait une partie d'orgue obligé pour remplacer le hautbois et le violoncelle dans le cinquième mouvement. Bach semble avoir particulièrement aimé cette œuvre.
Il y a sept mouvements :
1. chœur : Erschallet, ihr Lieder, erklinget, ihr Saiten
2. récitatif (basse) : Wer mich liebet, der wird mein Wort halten
3. aria (basse) : Heiligste Dreieinigkeit
4. aria (ténor): O Seelenparadies
5. duo (soprano-l'âme, alto –l'esprit) : Komm, laß mich nicht länger warten
6. choral (violon) : Von Gott kömmt mir ein Freudenschein
7. (optionnel) : reprise du chœur d'ouverture

## Musique
- Le premier mouvement est un concerto festif, paroles et musique peut-être basés sur une « Glückwunschkantate » antérieure perdue. Une édition des œuvres de Salomon Franck contient une cantate pour la fête du Nouvel An Erschallet nun wieder, glückwünschende Lieder qui peut avoir servi de modèle[4]. Le mouvement revêt la forme da capo. La première partie est ouverte par les fanfares des trompettes, en alternance avec les coloratura des cordes. Les voix se présentent comme un troisième chœur homophone, répétant les motifs de fanfare auxquels les trompettes font écho et en imitant les lignes des cordes, culminant dans la longue première syllabe de « seligste Zeiten » (les temps bénis) au cours de laquelle les instruments jouent les fanfares. Dans la section centrale les trompettes se reposent tandis que les voix développent en une imitation polyphonique l'idée que Dieu va préparer les âmes à entrer dans son Temple, à partir de la voix la plus basse vers la plus haute dans la première séquence après deux ou trois mesures, et de la plus haute à la plus basse dans la seconde, les entrées se faisant en une succession plus rapide après une ou deux mesures.

- Le récitatif se réfère à la lecture du jour de l'Évangile et élargit l'idée de « faire demeure chez lui » en lignes mélismatiques, avec des motifs en contrepoint du violoncelle, semblables aux motifs du cinquième mouvement. Comme il est usuel, Bach a attribué les paroles de Jésus à la basse comme Vox Christi. Il décrit le repos final en Dieu en terminant la ligne solo sur un plein do, la note la plus basse qu'il puisse exiger d'un soliste.

- L'aria de la Trinité est accompagné par un chœur de trois trompettes et basse continue, une combinaison rare pour exprimer l'idée du texte. Le thème est composé des trois notes de l'accord majeur.

- Quel contraste avec l'aria du ténor O Seelenparadies où coulent des vagues ondes où les cordes à l'unisson illustrent l'Esprit qui était présent lors de la création, O Seelenparadies, das Gottes Geist durchwehet, der bei der Schöpfung blies ....

- Dans le duo, la soprano et l'alto chantent leur unité (« Je mourrais si je devais vivre sans toi » l'une, « Je suis à toi et tu es à moi! » l'autre), le hautbois joue la mélodie richement ornée du choral de Pentecôte Komm, Heiliger Geist, Herre Gott[5] pendant que le violoncelle joue une complexe ligne de contrepoint.

- Le dernier mouvement solo, indiqué « aria » par Bach, est une structure complexe unissant quatre voix, deux chanteurs, un hautbois et un violoncelle solo.

- Les paroles du dernier choral sont illustrées par une partie de violon animée ajoutée au chœur en quatre parties[2].

- Dans les premières représentations jusqu'en 1724 le chœur d'ouverture était répété après le choral, avec l'indication « chorus repetatur ab initio » dans le manuscrit[6].

## Sources
- Gilles Cantagrel, Les cantates de J.-S. Bach, Paris, Fayard, mars 2010, 1665 p.  (ISBN 978-2-213-64434-9)

- (en)/(nn) Cet article est partiellement ou en totalité issu des articles intitulés en anglais « Erschallet, ihr Lieder, erklinget, ihr Saiten! BWV 172 » (voir la liste des auteurs) et en nynorsk « Erschallet, ihr Lieder, erklinget, ihr Saiten » (voir la liste des auteurs).